# Water Tower Place
Pour le château d'eau historique à Chicago voir Chicago Water Tower
La Water Tower Place est un complexe à usage mixte de la ville de Chicago (Illinois, États-Unis) composé d'un gratte-ciel de 262 mètres pour 74 étages et d'un centre commercial de plus de 68 000 m2 comprenant plus d'une centaine de boutiques.
Le centre commercial de la Water Tower Place est situé au 835 North Michigan Avenue, le long du Magnificent Mile, dans le quartier de Streeterville (secteur de Near North Side). À proximité immédiate se trouvent deux des plus hauts gratte-ciel de Chicago et des États-Unis : le 875 North Michigan Avenue (anciennement John Hancock Center) et le 900 North Michigan (qui abrite également un centre commercial).
Le bâtiment appartient à des filiales de Brookfield Property Partners et porte le nom de la Chicago Water Tower, un château d'eau historique en forme de tour de style néogothique datant de 1869 et œuvre de l'architecte William W. Boyington, située à proximité. Comme le rapporte le Chicago Sun-Times en 2022 , Brookfield Property Partners a rendu les clés du projet à son prêteur, MetLife, en raison des nombreux postes vacants dans les commerces de détail à la suite de la fermeture de Macy's et de l'impact de la pandémie de Covid-19 et de l'augmentation de la criminalité le long du Magnificent Mile.

## Historique
Initialement prévue d'être construite à la fin des années 1960 par la société Mafco (l'ancienne division de développement de centres commerciaux de Marshall Field & Co.), la tour du complexe a finalement vue le jour en 1976. Le projet fut réalisé par Urban Retail Properties, une société dirigée par Philip Morris Klutznick et son fils Thomas J. Klutznick. Le projet a reçu un prix J.C. Nichols de l'association à but non lucratif Urban Land Institute (ULI) en 1986. L'architecte moderniste Edward D. Dart, de l'agence Loebl Schlossman Bennett and Dart, était l'architecte en chef du bâtiment.
La section de la tour est une dalle en béton armé de 78 étages et 859 pieds (262 m), recouverte de marbre gris, et est le 12e plus haut bâtiment de Chicago et le 26e plus haut des États-Unis. Lors de sa construction, c'était le bâtiment en béton armé le plus haut du monde. Il contient un hôtel Ritz-Carlton, des condominiums et des bureaux, et se trouve au sommet d'une base d'un pâté de maisons contenant un centre commercial de style atrium qui donne sur le prestigieux Magnificent Mile.
L'ouverture de la Water Tower Place a profondément modifié la dynamique économique du Magnificent Mile en proposant des magasins beaucoup plus abordables pour les classes moyennes dans ce qui était autrefois une rue dominée par les détaillants de luxe, les hôtels prestigieux et les appartements de haut standing. Il a déplacé le centre de gravité du commerce de détail du centre-ville de Chicago vers le nord (c'est-à-dire de State Street à North Michigan Avenue).
Les 360 unités de condos de la tour ont été conçues en 1974. Richard A. Meyers Realty, Inc. était le consultant en ventes et en marketing sous contrat. Dans un marché en récession, l'entreprise a dû relever le défi de faire la démonstration du produit et d'obtenir des contrats fermes avant le début de la construction.

## Ritz-Carlton Chicago
Le Ritz-Carlton Chicago est un hôtel de 435 chambres situé dans la Water Tower Place.
Les constructeurs de la Water Tower Place ont acquis les droits d'utilisation du nom et du logo du Ritz-Carlton lors de l'inauguration de l'hôtel au sein de la tour en 1975. C'était avant la création de la chaîne Ritz-Carlton moderne au milieu des années 1980, sous le même nom et le même logo qui existent depuis le début du XXe siècle et qui sont utilisés dans divers hôtels de la chaîne. Également aux termes de l'accord, aucun autre hôtel hormis celui-ci n'était autorisé à utiliser le nom « Ritz-Carlton » dans la région de Chicago.
Le 1er août 2015, le Ritz Carlton Chicago a cessé d'être une propriété du groupe hôtelier de luxe international Four Seasons Hotels and Resorts et a transféré sa gestion et son exploitation à Sage Hospitality of Denver qui est exploité en tant que membre à part entière de The Ritz-Carlton Hotel Company LLC.
En 2018, le magazine U.S. News & World Report a classé l'hôtel comme le « sixième meilleur hôtel de l'Illinois ».

## Centre commercial

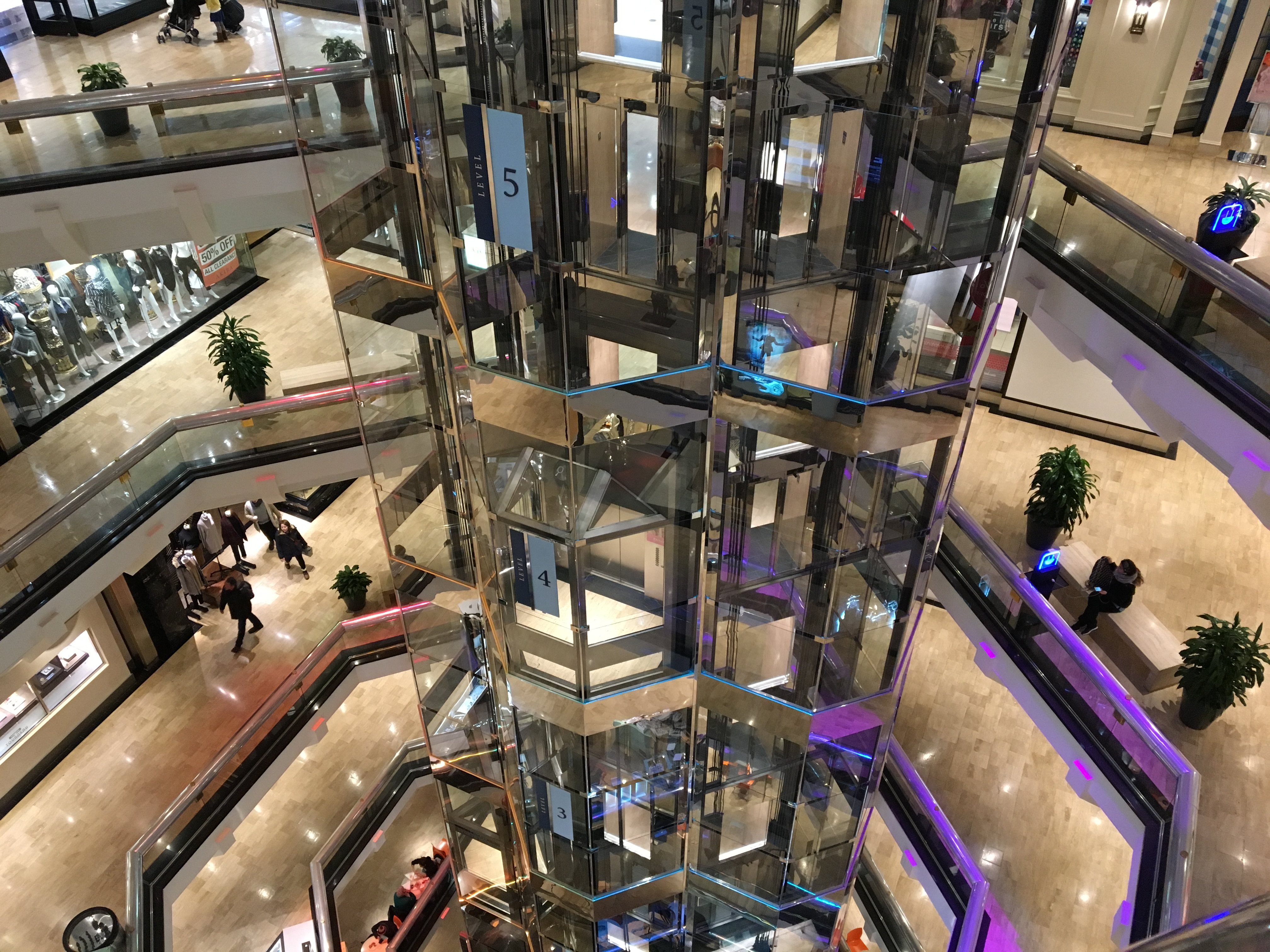
Intérieur du centre commercial.

Lorsque le centre commercial a ouvert ses portes, ses magasins phares étaient Marshall Field's et Lord & Taylor. Marshall Field's a été converti en Macy's en 2006. Lord & Taylor a fermé ses portes en 2007. Macy's a fermé ses portes en 2021. Le centre commercial occupe huit niveaux et compte près de 100 magasins, un théâtre et plusieurs restaurants, disposés autour d'un atrium en chrome et en verre avec des ascenseurs en verre. C'était l'un des premiers centres commerciaux verticaux au monde, bien que le long de North Michigan Avenue, il ait été rejoint par The Shops at North Bridge et Avenue Atrium (mieux connu sous le nom de 900 North Michigan), qui contiennent tous deux des boutiques de vente au détail haut de gamme.
Les magasins restants incluent Akira, American Girl, American Eagle Outfitters, Bath & Body Works, Chico's, Eileen Fisher, Express, Finish Line, Inc., Forever 21, Hollister, J. Jill, Lacoste, Lego, Sephora, Sunglasses Hut et White House Black Market.
En octobre 2023, il a été signalé que les cinq derniers étages du centre commercial étaient à vendre, pour être convertis en bureaux. Les propriétaires du bâtiment prévoient de réduire la taille du centre commercial aux trois premiers étages seulement de la structure du podium.